# スズキ・K型エンジン
スズキ・K型エンジンは、日本のスズキ、およびインドのマルチ・スズキ・インディアによって製造される排気量0.66 L - 1.5 Lのガソリンエンジンで、同社のF型エンジンの領域を引き継いでいる。

## 概要
バルブ駆動方式は全てDOHCを採用し、バルブ数は吸気2、排気2の気筒当たり4バルブを採用する。2015年4月現在、軽商用車を含む一部の軽自動車から、Bセグメントクラスのコンパクトカーに至るまで、多くの車種に搭載されている。また社外向けにも2013年からケータハム・セブン160/165用としてK6A型を供給しており、660 ccながら軽自動車の自主規制を超える58.8 kW（80 PS）を出力する（後には96PSモデルも登場した）。
K6A型には、軽自動車初の直噴式によるインタークーラー付ターボ仕様が存在していた。
なお、従来のF型が全て鋳鉄シリンダーブロックを採用していたのに対し、K型は全てアルミニウム合金ダイカストを採用した設計となっており、従来のF型に対して軽量化を達成している。更に同社の自動車用のエンジンとしては初めてカムシャフト駆動用としてタイミングチェーンが用いられた。
0.66 Lモデルは2011年1月発売の3代目MRワゴンから後継のR型エンジンへの置き換えが始まり、2018年7月、ジムニーの4代目へのモデルチェンジに伴い、スズキの国内ラインナップからK6Aエンジン搭載車がなくなった。

## K6A
| アルトワークス（E-HA21S）のK6Aエンジン左：吸気側、右：フライホイール側  |  | アルトワークス（E-HA21S）のK6Aエンジン左：吸気側、右：フライホイール側 |
| アルトワークス（E-HA21S）のK6Aエンジン 左：吸気側、右：フライホイール側 |  |                                                                        |

先代のF型を置き換えるように開発されたが、F型とは異なり、国内軽自動車向けのK型エンジンはこのK6Aのみしか開発されなかった。そのため「A」を省略して「K6」と口述されるケースが多い。ただし排気量こそ同じものの、構造や性能が異なるモデルが下記のとおり多数あり、しかもエンジン型式だけではその違いを判別できない。
K6AはK型エンジンの中でも特筆すべきエンジン型で、長い期間にわたってスズキの軽自動車ほぼ全ての車種に搭載され、レースシーンでも重用されてきた。今でこそ燃費を主とする性能向上のためR型に世代交代したが、スズキの歴史を代表するエンジンの一つと言える。
先代のF型エンジンで既に自主規制の64馬力に達していたため、K6Aのターボエンジンは初期型から64馬力として搭載されたが、後のエコカーブームから「マイルドターボ」と呼称する60馬力版が開発されている。この違いもエンジン型式から判別はできないため、「この車種の、この時期に発売された、このグレード」と説明しないと出力の違いはわかりにくい状況がある。
- 生産期間：1994年 - 2018年
- 排気量：0.66 L(658 cc)
- シリンダー数：3
- 内径×行程：68.0 mm×60.4 mm
- 圧縮比：10.5（NA） 、8.4、8.6、8.9（ターボ)、 9.0（直噴ターボ）、12.5（CNG）
  - 初搭載車種：アルトワークス（ターボ、3代目）、ワゴンR（NA、初代）
- 出力・トルク
  - 自然吸気
    - 40 kW（54 PS）/6,500 rpm 63 Nm（6.4 kg·m）/3,500 rpm VVT
    - 40 kW（54 PS）/6,500 rpm 61 Nm（6.2 kg·m）/4,000 rpm
    - 36 kW（49 PS）/5,800 rpm 62 Nm（6.3 kg·m）/4,000 rpm
    - 34 kW（46 PS）/6,000 rpm 57 Nm（5.8 kg·m）/3,500 rpm (リーンバーン)
    - 32 kW（44 PS）/5,500 rpm 57 Nm（5.8 kg·m）/3,500 rpm
    - 27 kW（37 PS）/5,500 rpm 55 Nm（5.6 kg·m）/3,500 rpm (ハイブリッド)

  - インタークーラーターボ
    - 47 kW（64 PS）/6,000 rpm 95 Nm（9.7 kg·m）/3,000 rpm
    - 44 kW（60 PS）/6,000 rpm 83 Nm（8.5 kg·m）/3,000 rpm M-ターボ
    - 47 kW（64 PS）/6,500 rpm 103 Nm（10.5 kg·m）/3,500 rpm S-ターボ
    - 47 kW（64 PS）/6,500 rpm 103 Nm（10.5 kg·m）/3,500 rpm DI-ターボ
    - 47 kW（64 PS）/6,500 rpm 105 Nm（10.8 kg·m）/3,500 rpm
    - 47 kW（64 PS）/6,500 rpm 108 Nm（11.0 kg·m）/3,500 rpm VVT
    - 58.8 kW（80 PS)/7,000 rpm 107 Nm（10.9 kg·m）/3,400 rpm

  - CNG
    - 37 kW（50 PS）/6,500 rpm 58 Nm(5.9 kg·m)/3,500 rpm VVT

## K10A
- 生産期間：1997年 - 2003年（日本国内）
- 排気量：1.0L (996 cc)
- シリンダー数：4
- 内径×行程：68.0 mm×68.6 mm
- 圧縮比：10.0(NA) 8.4(ターボ)
  - 初搭載車種：ワゴンRワイド（NA、ターボ共に）
- 出力・トルク
  - 自然吸気
    - 51 kW(70 PS)/7,000 rpm 88 Nm(9.0 kg·m)/3,500 rpm VVT

  - インタークーラーターボ
    - 74 kW(100 PS)/6,500 rpm 118 Nm(12.0 kg·m)/4,000 rpm

## K10B
- 生産期間：2008年 - （現時点では日本国外専用）
- 排気量：1.0 L(996 cc)
- シリンダー数：3
- 内径×行程：73.0 mm×79.4 mm
- 圧縮比：11.0
  - 搭載車種：スプラッシュ、エスプレッソ[2]、セレリオ[2]、マルチスズキ・ワゴンR[2]、マルチスズキ・Aスター、マルチスズキ・エスティロ、K10
- 出力・トルク
  - 自然吸気
    - 50 kW(68 PS)/6,000 rpm 90 Nm(9.2 kg·m)/4,800 rpm VVT

## K10C
- 生産期間：2014年 -
- 排気量：1.0 L(996 cc)
- シリンダー数：3
- 内径×行程：73.0 mm×79.4 mm
- 圧縮比：12.0(NA) 10.0(ターボ)
  - 搭載車種：セレリオ（NA）、バレーノ（ターボ、プレミアムガソリン仕様→レギュラーガソリン仕様[注釈 5]）、スイフト（ターボ、レギュラーガソリン仕様、4代目）、クロスビー（ターボ、レギュラーガソリン仕様、モーターとの組み合わせによるマイルドハイブリッド）、フロンクス（ターボ、インド市場向け仕様）
- 出力・トルク
  - 自然吸気
    - 50 kW(68 PS)/6,000 rpm 90 Nm(9.2 kg·m)/4,800 rpm デュアルジェット

  - インタークーラーターボ
    - 82 kW(111 PS)/5,500 rpm 160 Nm(16.3 kg·m)/1,500 - 4,000 rpm ブースタージェット（プレミアムガソリン仕様）
    - 75 kW(102 PS)/5,500 rpm 150 Nm(15.3 kg･m)/1,700 - 4,500 rpm ブースタージェット（レギュラーガソリン仕様）

## K12B
- 生産期間：2007年 - 2017年
- 排気量：1.2 L(1,242 cc) ※タイでは1.25 Lと表記されている。
- シリンダー数：4
- 内径×行程：73.0 mm×74.2 mm
- 圧縮比：11.0 (デュアルジェット:12.0)
  - 初搭載車種：スイフト（2代目)
- 出力・トルク
  - 自然吸気
    - 66 kW(90 PS)/6,000 rpm 118 Nm(12.0 kg·m)/4,400 rpm VVT
    - 67 kW(91 PS)/6,000 rpm 118 Nm(12.0 kg·m)/4,800 rpm 吸排気VVT
    - 67 kW(91 PS)/6,000 rpm 118 Nm(12.0 kg·m)/4,400 rpm デュアルジェット

## K12C
- 生産期間：2015年 - （日本国内）
- 排気量：1.2 L(1,242 cc)
- シリンダー数：4
- 内径×行程：73.0 mm×74.2 mm
- 圧縮比：12.5
  - 初搭載車種：ソリオ/ソリオバンディット（3代目）
- 出力・トルク
  - 自然吸気
    - 67 kW(91 PS)/6,000 rpm 118 Nm(12.0 kg·m)/4,400 rpm デュアルジェット

## K14B
- 生産期間：2010年 - （現時点では日本国外専用）
- 排気量：1.4 L(1,372 cc)
- シリンダー数：4
- 内径×行程：73.0mm×82.0mm
- 圧縮比：10.0
  - 初搭載車種：スイフト（現時点では日本国外専用）
- 出力・トルク
  - 自然吸気
    - 70kW(95PS)/6,000rpm 130Nm(13.2kg·m)/4,000rpm VVT

## K14C
- 生産期間：2015年 -
- 排気量：1.4 L(1,371 cc)
- シリンダー数：4
- 内径×行程：73.0 mm×81.9 mm
- 圧縮比：9.9
  - 初搭載車種：エスクード（4代目）
- 出力・トルク
  - インタークーラーターボ
    - 100 kW(136 PS)/5,500 rpm 210 Nm(21.4 kg·m)/2,100 - 4,000 rpm
    - ブースタージェット
    - 103 kW(140 PS)/5,500 rpm 230 Nm(23.4 kg·m)/2,500 - 3,500 rpm

## K15B
- 生産期間：2018年 -
- 排気量：1.5 L(1,460 cc)
- シリンダー数：4

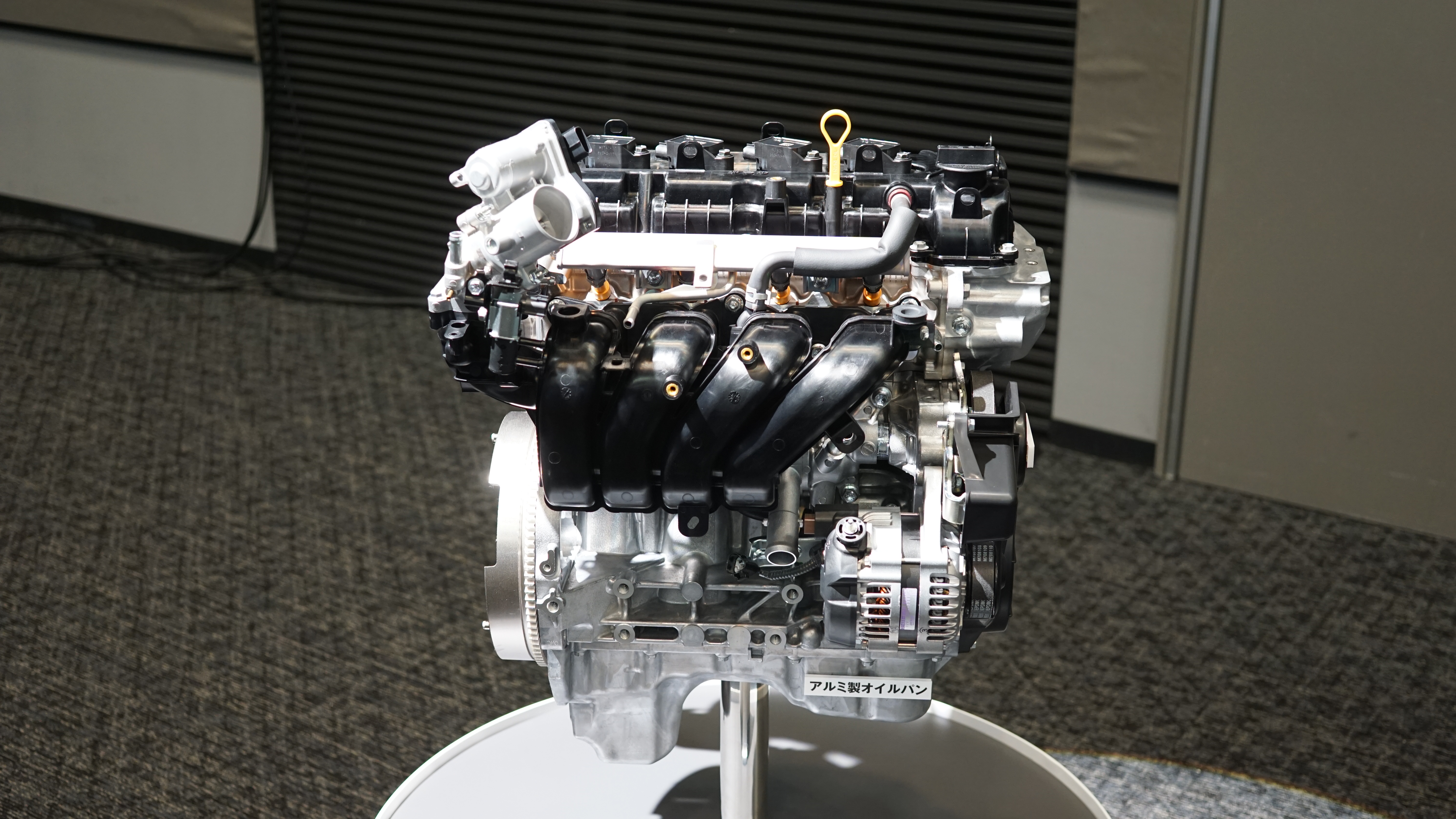
ジムニーシエラ（3代目）に搭載されるK15Bエンジン

- 内径×行程：74.0 mm×84.9 mm
- 圧縮比：10.0
  - 初搭載車種
    - 横置き - エルティガ（2代目）
    - 縦置き - JB74型ジムニーシエラ（日本国内向け3代目）/JB74型ジムニー（海外向け4代目）
- 出力・トルク
  - 自然吸気
    - 75 kW (102 PS)/6,000 rpm 130 Nm (13.3 kg·m)/4,000 rpm VVT

## K15C
- 生産期間：2022年 -
- 排気量：1.5 L(1,460 cc)
- シリンダー数：4
- 内径×行程：74.0 mm×84.9 mm
- 圧縮比：13.0

## 競技用エンジンとして
K型エンジンのなかでも、K6A型は競技車両にも多く搭載された。選ばれた理由としては市販車として生産された数が特に多かったため改造のベースとなる母数が多い、修理用部品の流通も多い、耐久性、出力、特性が概ね好評であった、多くの車種に及んで搭載されたため、同一レースで車種が異なってもレギュレーションを揃えやすい、などが挙げられる。
また、次世代のR06型エンジンは、コンロッドの薄肉化やメインベアリングのラダーキャップ構造の廃止など、小型軽量化がより進んだ省燃費エンジンとして設計されており、競技環境下での極限状況における耐性などが不透明なため、整備やチューニングのノウハウが十分に蓄積されているK6A型は、国内新車での搭載が終了した後も選択され続けている。